# Леонфорте
Леонфорте (итал. Leonforte) је насеље у Италији у округу Ена, региону Сицилија.
Према процени из 2011. у насељу је живело 13781 становника. Насеље се налази на надморској висини од 630 м.

## Становништво
Према резултатима пописа становништва 2011. у општини је живело 13.878 становника.
| 1931.  | 1936.  | 1951.  | 1961.  | 1971.  | 1981.  | 1991.  | 2001.  | 2011.  |
| ------ | ------ | ------ | ------ | ------ | ------ | ------ | ------ | ------ |
| 19.408 | 16.144 | 18.391 | 17.927 | 16.364 | 15.808 | 15.147 | 14.145 | 13.878 |